# 2MASS J16452211-1319516
2MASS J16452211-1319516 ist ein Brauner Zwerg im Sternbild Schlangenträger. Er wurde 2002 von John E. Gizis et al. entdeckt und seine Position verschiebt sich aufgrund seiner Eigenbewegung jährlich um 0,883 Bogensekunden. 